# Route nationale 809
Die Route nationale 809, kurz N 809 oder RN 809, war eine französische Nationalstraße, die in zwei Teilen von 1933 bis 1973 zwischen der Route nationale 12 bei Lalacelle und Falaise verlief. Ihre Gesamtlänge betrug 53 Kilometer.